# Svenja Voigt
Svenja Voigt (* 29. März 2004 in Köln) ist eine deutsche Eishockeyspielerin, die seit 2022 für die St. Cloud State University in der National Collegiate Athletic Association spielt.

## Karriere
Als Siebenjährige begann Voigt mit dem Eishockeysport und spielte von 2012 bis 2019 für die Kölner Junghaie und die zweite Kölner Frauenmannschaft. 
In der Saison 2019/2020 spielte sie erstmals in der U18-Nationalmannschaft und schaffte mit dieser bei der U18-Weltmeisterschaft der Division IA den Aufstieg in die Top-Division. Ab der gleichen Saison spielte sie für das Schulteam des Stanstead College (Quebec) im kanadischen Highschool-Eishockeyverband, der North American Prep Hockey Association (NAPHA). 
Bei der Eishockey-Weltmeisterschaft der Frauen 2021 debütierte sie bei einer Frauen-Weltmeisterschaft und gehört seither zum Nationalkader. Mit diesem schaffte sie unter anderem die Qualifikation für die Olympischen Winterspiele 2026.
Seit der Saison 2022/2023 spielt sie für die US-amerikanische St. Cloud State University in der National Collegiate Athletic Association.

## Erfolge und Auszeichnungen
- 2020 Aufstieg in die Top-Division bei der U18-Weltmeisterschaft der Division IA